# چیفلی، نیو ساوت ولز
چیفلی (به انگلیسی: Chifley) یک حومه شهر در استرالیا است که در نیو ساوت ولز واقع شده‌است.